# Solms-laubachia pulcherrima
Solms-laubachia pulcherrima là một loài thực vật có hoa trong họ Cải. Loài này được Muschl. ex Diels miêu tả khoa học đầu tiên năm 1912.